# 小行星737
小行星737（737 Arequipa）是一颗围绕太阳公转的小行星。1912年12月7日，喬爾·梅特卡夫在温彻斯特描述了此天体。
該小行星以秘鲁城市阿雷基帕命名，因为1927年以前哈佛大学的博伊登天文台位于此地。
这颗小行星的绝对星等为8.81等。

## 相关條目
- 小行星列表/10001-11000

## 外部連結
- Asteroid Lightcurve Database (LCDB) （页面存档备份，存于）, query form (info （页面存档备份，存于）)
- Dictionary of Minor Planet Names, Google books
- Discovery Circumstances: Numbered Minor Planets (10001)-(15000) （页面存档备份，存于） – Minor Planet Center
- 小行星737 at AstDyS-2, Asteroids—Dynamic Site
  - Ephemeris · Observation prediction · Orbital info · Proper elements · Observational info
- NASA JPL小天體瀏覽器上的小行星737

| 前一小行星： 小行星736 | 小行星列表 | 後一小行星： 小行星738 |